# Green County, Wisconsin
Green County är ett administrativt område i delstaten Wisconsin, USA. År 2010 hade countyt 36 842 invånare. Den administrativa huvudorten (county seat) är Monroe. 

## Geografi
Enligt United States Census Bureau har countyt en total area på 1 514 km². 1 512 km² av den arean är land och 2 km² är vatten.

### Angränsande countyn
- Dane County, Wisconsin - nord
- Rock County, Wisconsin - öst
- Winnebago County, Illinois - sydost
- Stephenson County, Illinois - syd
- Lafayette County, Wisconsin - väst
- Iowa County, Wisconsin - nordväst